# Isidor Kalckar
Isidor (Isak) Kalckar (7. september 1850 i København – 4. april 1884 sammesteds) var en dansk landskabsmaler.
Han var søn af manufakturhandler Marcus (Mordechai) Nathan Kalckar (1811-1863) og Helene f. Hartvig (1822-?). Han kom først i handelslære, men da han havde lyst til tegning, fik han lov til samtidig at besøge Det techniske Institut, hvorfra han i oktober 1872 fik adgang til Kunstakademiet, rykkede i 1875 op i modelskolens forberedelsesklasse og forlod Akademiet i 1877. Han udstillede fra 1877 landskaber fra Sjælland og Fyn, hvoraf han solgte sit første billede Ved åen til Kunstforeningen i København, to andre i 1879 til Aalborg og Randers Kunstforeninger, rejste i samme år til England, hvor han bosatte sig i London og i det sydlige gjorde arkitektoniske og landskablige studier og udstillede 1880-81 derfra. For øvrigt ernærede han sig ved at tegne til engelske illustrerede blade. På grund af sygelighed vendte han i 1882 tilbage til hjemmet, og døde der ugift den 4. april 1884. Han var en usædvanlig smuk personlighed, og det synes, som om han kunne have haft en lovende fremtid for sig. Hans arbejder, som tilhører Københavnerskolen, hæver sig dog ikke over det gennemsnitlige.
Kalckar udstillede på Charlottenborg Forårsudstilling i alle årene 1877-81.
Han er begravet på Mosaisk Nordre Begravelsesplads.

## Værker
- Porten ved Rysensteen (1874, tegning i bly, Øregaard Museum)
- Ved åen (1877, tegning i sepia, forhen Kunstforeningen)
- Et kystparti (udstillet 1878) og Vinterlandskab (begge forhen Johan Hansens samling)
- Ruin (1879, tegning, Den Kongelige Kobberstiksamling)
- Opkørsel til en gammel gård (udstillet 1879, erhvervet af Aalborg Kunstforening)
- Ved et huggehus (udstillet 1879, erhvervet af Randers Kunstforening)
- Arkitektur- og landskabsstudier fra England; specielt Essex (udstillet 1880-81)
- Malersalen på det gamle Kongelige Teater (tegning, Teatermuseet i Hofteatret)